# Ellen Mirojnick
Ellen Mirojnick (ur. 7 lipca 1949 w Nowym Jorku) – amerykańska projektantka kostiumów filmowych.

## Wybrana filmografia
seriale
- 2011: Wybrani
- 2012: Świętoszki z Dallas

film
- 1977: Francuska enklawa
- 1984: Buntownik z Eberton
- 1989: Czarny deszcz
- 1994: Ucieczka do Edenu
- 2001: Wyścig szczurów
- 2007: Król Kalifornii
- 2014: Need for Speed

## Nagrody i nominacje
Została uhonorowana nagrodą Emmy, nagrodą CDG i nagrodą Saturna, a także otrzymała dwukrotnie nominację do nagrody BAFTA i dwukrotnie do nagrody CDG.